# Eforat
Eforat je bila peterica sovladarjev Šparte, ob kraljih. Njihov mandat je trajal eno leto, vsi so morali biti po zakonu starejši od 30 let. Od 5. stoletja dalje so bili najmočnejša politična sila, imeli so nadzor nad vojsko.